# Tipula (Vestiplex) serridens
Tipula (Vestiplex) serridens is een tweevleugelige uit de familie langpootmuggen (Tipulidae). De soort komt voor in het Palearctisch gebied.